# Famen Si

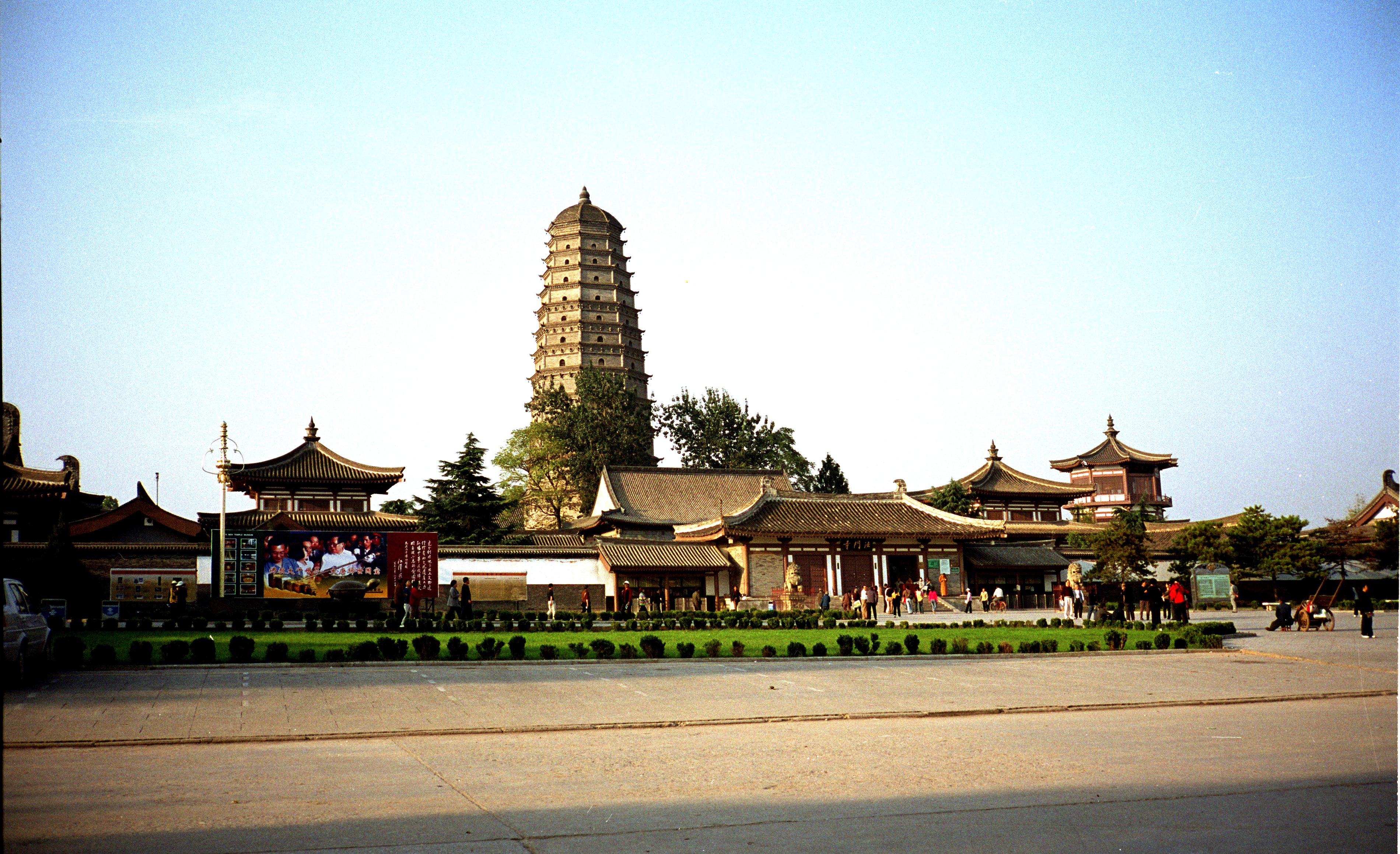
Famen-Kloster (Famen Si)

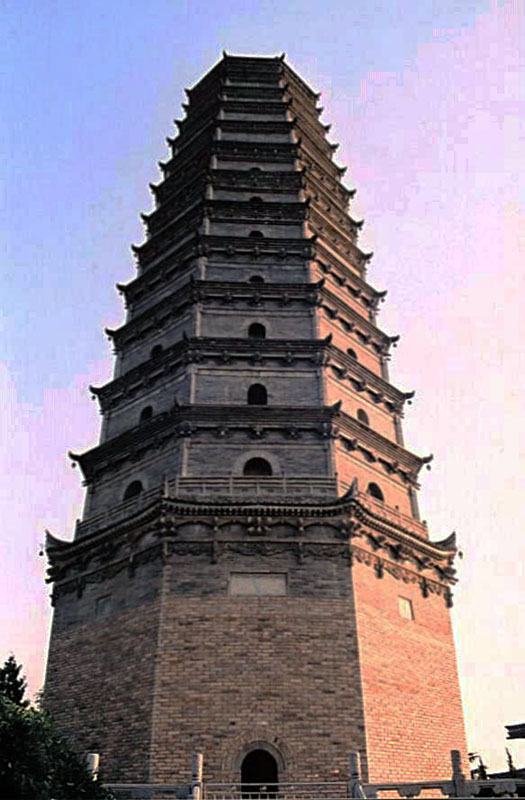
Famen-Si-Pagode (Famen Si ta)

Famen Si (chinesisch 法门寺, Pinyin Fǎmén Sì) ist die chinesische Bezeichnung für das Famen-Kloster, eines der berühmtesten alten buddhistischen Klöster Chinas in der Großgemeinde Famen im Norden des zu der bezirksfreien Stadt Baoji gehörenden Kreises Fufeng im Westen der Provinz Shaanxi.
Der chinesische Begriff fǎmén (法門 / 法门) im Namen des Klosters steht für das "Tor zur Erleuchtung" bzw. "Tor des Dharma" des Buddhismus.

## Legendäre Vergangenheit
Die Geschichte der Tempelanlage geht weit zurück. Über den Ursprung des Tempels gibt es zahlreiche Legenden. Eine besagt, der indische Kaiser Ashoka (304–232 v. Chr.), der im dreiundvierzigsten Jahr des Nanwang der Östlichen Zhou-Dynastie (770–256 v. Chr.) regierte, habe die erste Pagode an diesem Ort erbauen lassen. Eine andere Legende behauptet, der Famen Si gehe auf einen Tempel zurück, der in der Zeit der Östlichen Han-Dynastie (25–220 n. Chr.) von den Kaisern Huan Di und Ling Di errichtet worden sei.

## Geschichte
Der früheste historische Nachweis für die Existenz des Tempels ist eine Erwähnung im Jahre 494 n. Chr., während der Nördlichen Wei-Dynastie (385–535). Bis zu seiner völligen Zerstörung in einer anti-buddhistischen Bewegung unter Kaiser Wu Di (reg. 561–578) während der Nördlichen Zhou-Dynastie (557–581), hieß der Tempel nach Kaiser Ashoka „Ayuwang Si“ (阿育王寺,  Āyùwáng Sì). Nach dem – bescheideneren – Wiederaufbau wurde er im 3. Jahr (583 n. Chr.) der Regierungsperiode Kaihuang der Sui-Dynastie (581–618), unter Kaiser Wen Di (581–604) in „Chengshi Daochang“ (chinesisch 成实道场, Pinyin Chéngshí Dàocháng) umbenannt. Während der Tang-Dynastie (618–907) bekam der Tempel im Jahr 625 seinen heutigen Namen, „Famen Si“. Daran konnte auch eine kurzzeitige Umbenennung in „Fayun Si“ (法云寺,  Fǎyún Sì) im Jahre 838 nichts ändern.
Das Famen-Tempelkloster bildete sich laut historischen Überlieferungen zu einem der bedeutendsten Heiligtümer des Buddhismus in Nordwestchina heraus und erreichte seine Blütezeit während der aufstrebenden, wirtschaftlich sich stark entwickelnden Tang-Dynastie. Quellen berichten, dass Famen Si während der Tang-Zeit zu den vier Tempeln in China gehört habe, in denen Finger-Reliquien Sarira (chines.: 舍利,  Shèlì) des historischen Buddha Shakyamuni aufbewahrt wurden. Dies verhalf dem Tempelkloster nicht nur zu religiösem Ansehen, sondern verschaffte ihm auch politischen Einfluss.
Historische Quellen belegen mehrere Zerstörungen der Tempelanlage infolge von Verfolgungen des Buddhismus – so z. B. 844 auf Anordnung des Tang-Kaisers Wuzong (reg. 840–846). Auch sind mehrfache Einstürze, Wiedererrichtungen, Renovierungen, Aus- und Neubauten der Tempelanlage belegt. So kollabierte in der Ming-Dynastie – während der Regierungszeit Kaiser Longqings (1566–1572) – eine hölzerne Pagode, die während der Tang-Zeit erbaut worden war. Im Jahre 1609 – im 37. Jahr des Kaisers Wanli (reg. 1572–1620) – errichtete man im Famen Si eine oktogonale Pagode in Ziegelbauweise.

## Neuzeit
1981 stürzte diese Pagode aus der Ming-Dynastie aufgrund von Erdbeben und starken Regenfällen hälftig ein. Buddhistische Mönche und Gläubige waren bestürzt und baten um Hilfe und Unterstützung in der ganzen Welt. Die Regierung der Provinz Shaanxi beschloss den Wiederaufbau. In folgenden Jahren untersuchten chinesische Archäologen das Fundament und die Artefakte vergangener Fundamente. Dabei stießen sie im Jahre 1983 zufällig auf einen bislang unberührten Hohlraum – die Schatzkammer der Tempelanlage. Inschriften auf der freigelegten Eingangstür zum ‚Unterirdischen Palast‘ – belegen die feierliche Schließung der Schatzkammer im Jahre 874 auf Anordnung des Tang-Kaisers Xizong (reg. 873–888) – am 4. Tag des 1. Monats (nach dem lunisolaren chinesischen Bauernkalender).
Bei der Öffnung und Untersuchung der unterirdischen Schatzkammer vom 5. bis zum 12. Mai 1987 fanden sich vier shèlì-Reliquien (Sarira), die in alten Berichten bereits erwähnt worden waren. Zwei entpuppten sich als Knochennachbildungen aus weißem Jade und eine als Knochenreliquie eines buddhistischen Mönchs. Diese drei sogenannten „Schattenreliquien“ dienten dem Schutz der vierten, bei der es sich vom Alter und Zustand her tatsächlich um einen Fingerknochen Gautama Buddhas handeln könnte. Geborgen wurden insgesamt über 600 Objekte: 122 Gold- und Silberobjekte, Jade, Glas, Porzellan, Seide, Münzen und sehr wertvolle Seidenbrokate aus der Tang-Zeit sowie andere Preziosen. Außerdem wurden Inschriften vom Zeitpunkt der Schließung der Schatzkammer (15. Jahr der Regierungsperiode Xiantong, also 874 n. Chr.) entdeckt, die dem Tang-Kaiser Li Xuan (李儇,  Lǐ Xuān), Tempelname „Xizong“, gewidmet waren.
Die früheste buddhistische Inschrift des Famen Si, die „Tausend-Buddha-Stele“ (千佛碑,  Qiān Fó Bēi) aus der Zeit der Kaiserin Wu Zetian (reg. 690–705) mit dem Text der Nirvana-Sutra wurde jedoch nicht wiedergefunden.
Die Funde gehören neben der Terrakotta-Armee bei Xi’an und dem neolithischen Dorf Banpo zu den bedeutendsten archäologischen Funden in der Provinz Shaanxi.
Die Stätte des Famen-Klosters steht seit 2006 auf der Liste der Denkmäler der Volksrepublik China.